# ブルメントリットLRT駅
ブルメントリット LRT 駅（ブルメントリット・エル・アル・ティ えき、英語 : Blumentritt LRT Station）は、マニラ市の中心地区の一つであるサムパーロック地区にあるマニラ・ライトレール・トランジット・システム (Manila LRT)  LRT-1線（グリーンライン）の駅であり、リザール (Rizal Avenue)と、ブルメントリット通り (Blumentritt Road)　の交差点付近にある。
フィリピン国鉄の南方本線のブルメントリット駅と徒歩で乗り換え可能である。

## 駅構造
相対式ホーム2面2線を有する高架駅である。

## 駅周辺
- 病院
  - Chinese General Hospital and Medical Center
- その他
  - San Roque De Manila Parish
  - Manila North Cemetery